# ST!llness
ST!llness je reggae, rock, dub, hip-hop crossover sastav s trenutačnim prebivalištem u Zagrebu.

## Članovi
Sastav je nastao 1998. godine u Splitu. Sastav čine: 
- Ivan Jurić - YURI (vokal, tekstovi, semplovi)
- Mario Validžić - Vale (bubanj)
- Ante Ljubičić - Expirience (gitara, back vokal)
- Krunoslav Kobeščak (udaraljke)
- Marko Pinjuh (bas)
- Ognjen Zečević - Egoless (klavijature)
- Davor Barišić (gitara, back vokal)
- Robert Martinović (ton majstor, efekti)

## Povijest sastava
Sve je počelo negdje krajem 98. Yuri i Papi (sada već bivši član) upoznali su se u jednoj od splitskih gimnazija i osnovali tvrdi hip-hop dvojac ST!llness. Svoj prvi underground single «Fala» izbacili su početkom 2000. godine. Pjesma je odlično prošla kod ljubitelja domaćeg hip-hop-a zahvaljujući renomiranoj underground stranici H3S i odličnom beatu koji je napravio Shot (Elemental).
Nedugo zatim snimljena je i « Zar se ovo život zove», pjesma poznata kao prva u Hrvata s tematikom sindroma narodnjaka. U njoj su korišteni prvi semplovi takve vrste. Nakon tih dviju stvari slijedi rad u kućnim studijima te izbacvanje još par undergorund stvari.
2003. Yurijevom inicijativom izlazi prva splitska Hip-hop kompilacija «devaSTacija» na kojoj se Papi s par odličnih verse-ova oprašta od ozbiljnog bavljenja glazbom, pa u ST!llnessu ostaje samo Yuri. Inače na toj kompilaciji su prisutni svi koji su se u to vrijeme aktivno bavili Hip-hopom u Splitu: TBF, Dhirtee III Ratz, Nebu i Drugi (danas Vojko Vrućina i Ivo Sivo), Renamed One (danas Krešo Bengalka), Rapresija (danas Edip Mamu), Defekt.
Ime Yurijevog projekta se ne mijenja jer ono označava već postavljeni cilj (ideju) no stil glazbe doživljava jedan oblik evolucije. Tekstovi ostaju isti: s jedne strane žestoki, angažirani i onako punk-banalni, a s druge strane opet osjećajni i s filozofisjkom dozom. Uspostavom prve petorke live sastava se uvelike promijenio način njihove interpretacije.
Taj pristup je u jesen 2006. godine doveo sastav do potpisivanja profesionalnog ugovora s izdavačkom kućom MENART.
Nakon objavljivanja debi albuma pod nazivom Sve što znam o životu je… odabrao Đelo Hadžiselimović u srpnju 2007. godine čvrsto se postavljaju unutar scene. Album je sniman u „ELEMENT“ studiju kod SHOT-a i Erola (ELEMENTAL). „Dokumentarni audio zapis o individualnim i društvenim vrijednostima, gadostima i kretanjima“ (kako sam sastav naziva uradak) je dobio jako dobre kritike što glazbenih kritičara, što publike te je svrstan među najbolja hrvatska izdanja u 2007. Njihov molotovljev koktel hip-hop-a, reggae-a, drum'n'bass-a i HC distorzija s pjevanim i rap vokalima prodire u podsvijest i najzagriženijim skepticima.
S albumom je svjetlo dana ugledalo 4 singla sa spotovima u izvedbi Matije Pavlića ( „Banana SpliT“ ) te jedan medijski bojkotiran spot („Katarza“) u izvedbi Gorana Škofića.
Do studenog 2009. godine ST!LLNESS je odsvirao stotinjak koncerata po raznim klubovima i dvoranama širom bivše države uključujući i velike festivale u regiji (EXIT 2x, Seasplash 2x, In music, Riversplash, DOF...) dijeleći binu s velikanima ovih prostora i šire (THE PRODIGY, Misty in roots, RAMBO AMADEUS, Antenat, Dubioza Kolektiv, RDK, Đubrivo, HP, Edo Maajka, ATHEIST RAP, LET 3, Majke...). Dva puta su bili gost TBF-u pred prepunim dvoranama Doma sportova. Kažu kako im je sa svima, a prije svega s publikom, bio užitak dijeliti vrijeme, prostor, energiju i informacije.
U studenom 2009. izlazi njihov drugi studijski album (CD + DVD) pod nazivom: „GLOBALNO ZATUPLJENJE – PAKET ZA PREŽIVLJAVANJE“. Sniman je u „KRAMASONIK“ studiju kod Hrvoja nikšića (Tobogan, Vještice). Ovim albumom ST!LLNESS, ne samo da potvrđuje svoj status već unapređuje zvuk i svoj pristup stvaranju i muziciranju. Nazivaju ga: „Audio-vizualni komplet recikliran za poticanje razmjene informacija i energije“. Njihov izražaj je potkrijepljen likovnim oblikovanjem kompletnog paketa (Goran Škofić po ideji ST!LLNESS-a) i DVD-om u izradi kulturne internet televizije (www.transmeet.tv). Sav likovni i video materijal danas je direktno povezan sa sve češćim vizualnim izvedbama na koncertima (Trip to zion vizuals).
Nakon dulje diskografske pauze tokom 2016. godine izdaju album Stillness koji koncertno nije promoviran. Tokom te diskografske pauze je frontmen grupe Ivan Jurić Yuri nastupao sa zasebnim projektom Golem.
Na kraju 2019. godine bend se ponovno okuplja te počinju raditi na novim materijalima koje je nažalost zaustavila pandemija Koronavirusa.

## Diskografija
- DEMO: ST!llness - Hologram Root (sa sastavom)
- Album: Sve Što Znam O Životu Je... Odabrao Đelo Hadžiselimović (Menart, 2007.)
- Online DVD: Live iz doma sportova (Transmeet.tv, 2009.)
- Album: Globalno Zatupljenje (Paket Za Preživljavanje) (Menart, 2009.)
- Album: S.t.i.l.l.n.e.s.s. (DIY, 2013.)
- Kompilacija: The Best Of ST!llness (2021.)
- Album: Kocka Je Okrugla (Mudri Brk, 2022.)

## Vanjske poveznice
- http://www.stillness.dalmatino.de  Arhivirana inačica izvorne stranice od 31. prosinca 2014. (Wayback Machine) - službene stranice
- http://www.menart.hr - izdavačka kuća
- http://www.myspace.com/stillnesshr - Myspace